# Пойнт-Хоп (аэропорт)
Аэропорт Пойнт-Хоп (англ. Point Hope Airport), (ИАТА: PHO, ИКАО: PAPO, FAA LID: PHO) — государственный гражданский аэропорт, расположенный в трёх километрах к юго-западу от центрального делового района города Пойнт-Хоп (Аляска), США. Аэропорт находится на побережье Чукотского моря.

## Операционная деятельность
Аэропорт Пойнт-Хоп занимает площадь в 9 гектар, расположен на высоте уровня моря и эксплуатирует одну взлётно-посадочную полосу:
- 1/19 размерами 1219 х 23 метров с асфальтовым покрытием.

По данным статистики Федерального управления гражданской авиации США услугами аэропорта в 2006 году воспользовалось 4900 человек (4359 пассажиров на регулярных коммерческих рейсах и 541 — на рейсах авиации общего назначения.
В соответствии с Национальным проектом по интеграции аэропортовых комплексов США на 2007—2011 годы Федеральное управление гражданской авиации относит Аэропорт Пойнт-Хоп к категории коммерческих аэропортов, поскольку его пассажирооборот находится между 2500 и 10 000 человек в год.